# لیگریو
لیگریو (به انگلیسی: Leagrave) یک روستا در بریتانیا است که در لوتون واقع شده‌است. لیگریو ۱۲٬۹۱۰ نفر جمعیت دارد.